# 長谷川公一
長谷川 公一（はせがわ こういち、1954年 - ）は、日本の社会学者。環境社会学・社会運動論の研究で知られる。学位は、博士（社会学）（東京大学・論文博士・2004年）。盛岡大学および盛岡大学短期大学部学長｡東北大学名誉教授。尚絅学院大学名誉教授｡元尚絅学院大学特任教授。

## 人物・経歴
山形県上山市生まれ。山形県最上町、同県尾花沢市で少年時代を過ごす。山形県立山形東高等学校を経て、1977年東京大学文学部卒業。1983年、東京大学大学院社会学研究科博士課程社会学専攻単位取得退学。2004年東京大学より博士（社会学）の学位を取得。
東北大学教員としての最終講義をもとに､2021年､個人史と研究史と社会史を統合的に記述した｢パーソナルな物語｣としての『環境社会学入門――持続可能な未来をつくる』を刊行した｡
1983年東京大学文学部助手。1984年より東北大学に移り、教養部講師に就任。1987年東北大学教養部助教授。1992年東北大学文学部助教授を経て、1997年東北大学文学部教授、2000年東北大学大学院文学研究科教授。2020年東北大学を定年退職､尚絅学院大学特任教授を経て､2025年4月から盛岡大学および盛岡大学短期大学部学長｡
2004年にはミネソタ大学客員教授をつとめた。元環境社会学会会長(2007年から09年)、『環境と公害』編集同人､国際社会学会(International Sociological Association)理事(2018年から23年)｡2014年日本で初めて開催された国際社会学会の世界社会学会議横浜大会においては､組織委員会委員長として､大会の成功に中心的に尽力し､クリスタル･アワォードを受賞した｡2007年以来､公益財団法人みやぎ･環境とくらし･ネットワーク(MELON)理事長｡
俳号・長谷川冬虹の名で、俳句を愛好する｡2006年には第一句集『緑雨』（ふらんす堂）を、2024年には第二句集『月の山』（青磁社）を出版。俳句結社｢古志｣同人｡

## 著書

### 単著
- 『脱原子力社会の選択――新エネルギー革命の時代』（新曜社、1996年／増補版、2011年）
- 『社会学入門――紛争理解をとおして学ぶ社会学』（放送大学教育振興会、1997年）
- 『環境運動と新しい公共圏――環境社会学のパースペクティブ』（有斐閣、2003年）
- 『紛争の社会学』（放送大学教育振興会、2004年）
- Constructing Civil Society in Japan: Voices of Environmental Movements, (Trans Pacific Press, 2004)　(2008年､日本財団が選定する｢現代日本を理解する英文図書100冊｣に選ばれた)
- 『脱原子力社会へ――電力をグリーン化する』（岩波新書、2011年）
- Beyond Fukushima: Toward a Post-Nuclear Society, (Trans Pacific Press, 2015)
- 『環境社会学入門――持続可能な未来をつくる』(ちくま新書､2021年)

### 共著
- （舩橋晴俊・畠中宗一・勝田晴美）『新幹線公害――高速文明の社会問題』（有斐閣、1985年）
- （舩橋晴俊・畠中宗一・梶田孝道）『高速文明の地域問題――東北新幹線の建設・紛争と社会的影響』（有斐閣、1988年）
- （江原由美子・山田昌弘・天木志保美・安川一・伊藤るり）『ジェンダーの社会学――女たち/男たちの世界』（新曜社、1989年）
- （金子勇）『マクロ社会学――社会変動と時代診断の科学』（新曜社、1993年）
- （浜日出夫・藤村正之・町村敬志）『社会学 新版』（有斐閣、2007年／新版、2019年）
- （舩橋晴俊・飯島伸子）『核燃料サイクル施設の社会学――青森県六ヶ所村』（有斐閣、2012年）

### 編著
- 『講座環境社会学4　環境運動と政策のダイナミズム』（有斐閣、2001年）
- 『社会運動の現在――市民社会の声』（有斐閣、2020年）

### 共編著
- （舩橋晴俊・飯島伸子）『巨大地域開発の構想と帰結――むつ小川原開発と核燃料サイクル施設』（東京大学出版会、1998年）
- （飯島伸子・鳥越皓之・舩橋晴俊）『講座環境社会学1　環境社会学の視点』（有斐閣、2001年）
- （淡路剛久・植田和弘）『環境政策研究のフロンティア――学際的交流と展望』（東洋経済新報社、2001年）
- （曽良中清司・町村敬志・樋口直人）『社会運動という公共空間――理論と方法のフロンティア』（成文堂、2004年）
- （淡路剛久・植田和弘・川本隆史）『リーディングス環境 第1巻 自然と人間』（有斐閣、2006年）
- （淡路剛久・植田和弘・川本隆史）『リーディングス環境 第2巻 生活と運動』（有斐閣、2006年）
- （淡路剛久・植田和弘・川本隆史）『リーディングス環境 第3巻 権利と価値』（有斐閣、2006年）
- （淡路剛久・植田和弘・川本隆史）『リーディングス環境 第4巻 法・経済・政策』（有斐閣、2006年）
- （淡路剛久・植田和弘・川本隆史）『リーディングス環境 第5巻 持続可能な発展』（有斐閣、2006年）
- （吉原直樹）Globalization, Minorities and Civil Society: Perspectives from Asian and European Cities （Trans Pacific Press, 2008).
- （金子勇）『講座社会変動1　社会変動と社会学』（ミネルヴァ書房、2008年）
- （保母武彦・尾崎寛直）『岐路に立つ震災復興――地域の再生か消滅か』（東京大学出版会、2016年）
- （品田知美）『気候変動政策の社会学――日本は変われるのか』（昭和堂、2016年）
- （山本薫子）『原発震災と避難――原子力政策の転換は可能か』（有斐閣、2017年）
- （みやぎ震災復興研究センターほか）『東日本大震災100の教訓――地震･津波編』（クリエイツかもがわ、2019年）
- （みやぎ震災復興研究センターほか）『東日本大震災100の教訓――復興検証編』（クリエイツかもがわ、2024年）